# بلندی‌های کولیمای شمالی
بلندی‌های کولیمای شمالی (روسی: Верхнеколымское нагорье) یک رشته‌کوه در استان ماگادان کشور روسیه است.